# Xanthidae
Cua bùn hay cua sỏi (Danh pháp khoa học: Xanthidae) là một họ cua, chúng được biết đến là có chứa các độc tố và không bị phân hủy khi nấu ăn cũng tương tự như độc tố của cá nóc, họ cua này cũng là vật chủ chứa nhiều vi khuẩn độc hại ở trên nó.

## Phân loài
Nhiều loài trước đây thuộc Xanthidae đã được chuyển sang các họ mới. Mặc dù vậy, Xanthidae vẫn là họ cua lớn nhất về mặt phong phú về loài, với 572 loài trong 133 chi được chia thành 13 phân họ:
- Actaeinae Alcock, 1898
  - Actaea De Haan, 1833
  - Actaeodes Dana, 1851
  - Actaeops † Portell & Collins, 2004
  - Allactaea Williams, 1974
  - Epiactaea Serène, 1984
  - Epiactaeodes Serène, 1984
  - Forestia Guinot, 1976
  - Gaillardiellus Guinot, 1976
  - Heteractaea Lockington, 1877
  - Lobiactaea T. Sakai, 1983
  - Meractaea Serène, 1984
  - Novactaea Guinot, 1976
  - Odhneria T. Sakai, 1983
  - Paractaea Guinot, 1969
  - Paractaeopsis Serène, 1984
  - Phlyctenodes † A. Milne-Edwards, 1862
  - Platyactaea Guinot, 1967
  - Psaumis Kossmann, 1877
  - Pseudactaea Serène, 1962
  - Pseudoliomera Odhner, 1925
  - Pseudophlyctenodes † Busulini, Tessier & Beschin, 2006
  - Rata Davie, 1993
  - Serenius Guinot, 1976
- Antrocarcininae Ng & D. G. B. Chia, 1994
  - Antrocarcinus Ng & D. G. B. Chia, 1994
  - Cyrtocarcinus Ng & D. G. B. Chia, 1994
  - Glyptocarcinus Takeda, 1973
- Chlorodiellinae Ng & Holthuis, 2007
  - Chlorodiella Rathbun, 1897
  - Cyclodius Dana, 1851
  - Garthiella Titgen, 1986
  - Liocarpiloides Klunzinger, 1913
  - Pilodius Dana, 1851
  - Sulcodius P. F. Clark & Ng, 1999
  - Tweedieia Ward, 1935
  - Vellodius Ng & Yang, 1998
- Cymoinae Alcock, 1898
  - Cymo De Haan, 1833
- Etisinae Ortmann, 1893
  - Etisus H. Milne-Edwards, 1834
  - Paraetisus Ward, 1933
- Euxanthinae Alcock, 1898
  - Alainodaeus Davie, 1993
  - Batodaeus Vázquez-Bader & Gracia, 2004
  - Carpoporus Stimpson, 1871
  - Cranaothus Ng, 1993
  - Crosnierius Serène & Vadon, 1981
  - Danielea Ng & P. F. Clark, 2003
  - Edwardsium Guinot, 1967
  - Epistocavea Davie, 1993
  - Euxanthus Dana, 1851
  - Gothus Yuan, Jiang, and Sha, 2024[a]
  - Guinotellus Serène, 1971
  - Hepatoporus Serène, 1984
  - Hypocolpus Rathbun, 1897
  - Ladomedaeus Števčić, 2005
  - Lipaesthesius Rathbun, 1898
  - Medaeops Guinot, 1967
  - Medaeus Dana, 1851
  - Miersiella Guinot, 1967
  - Monodaeus Guinot, 1967
  - Olenothus Ng, 2002
  - Palatigum Davie, 1997
  - Paramedaeus Guinot, 1967
  - Pleurocolpus Crosnier, 1995
  - Pseudomedaeus Guinot, 1968
  - Rizalthus Mendoza & Ng, 2008
  - Visayax Mendoza & Ng, 2008
- Glyptoxanthinae Mendoza & Guinot, 2011 [4]
  - Glyptoxanthus A. Milne-Edwards, 1879
- Kraussiinae Ng, 1993
  - Garthasia Ng, 1993
  - Kraussia Dana, 1852
  - Palapedia Ng, 1993
- Liomerinae T. Sakai, 1976
  - Actiomera Ng, Guinot & Davie, 2008
  - Bruciana Serène, 1977
  - Liomera Dana, 1851
  - Meriola Davie, 1993
  - Neoliomera Odhner, 1925
  - Neomeria † C.-H. Hu & Tao, 1996
  - Paraliomera Rathbun, 1930
- Polydectinae Dana, 1851
  - Lybia H. Milne-Edwards, 1834
  - Polydectus H. Milne-Edwards, 1837
- Speocarcininae Števčić, 2005
  - Speocarcinus Stimpson, 1859
- Trichia
  - Trichia dromiaeformis De Haan, 1839
- Xanthinae MacLeay, 1838
  - Cataleptodius Guinot, 1968
  - Coralliope Guinot, 1967
  - Cycloxanthops Rathbun, 1897
  - Demania Laurie, 1906
  - Ectaesthesius Rathbun, 1898
  - Epixanthops Serène, 1984
  - Eucratodes A. Milne-Edwards, 1880
  - Euryxanthops Garth & Kim, 1983
  - Garthiope Guinot, 1990
  - Gaudichaudia Rathbun, 1930
  - Gonopanope Guinot, 1967
  - Guitonia Garth & Iliffe, 1992
  - Jacforus Ng & P. F. Clark, 2003
  - Juxtaxanthias Ward, 1942
  - Lachnopodus Stimpson, 1858
  - Leptodius A. Milne-Edwards, 1863
  - Liagore De Haan, 1833
  - Linnaeoxanthus Števčić, 2005
  - Lioxanthodes Calman, 1909
  - Macromedaeus Ward, 1942
  - Marratha Ng & P. F. Clark, 2003
  - Megametope Filhol, 1886
  - Megamia † Karasawa, 1993
  - Melybia Stimpson, 1871
  - Metaxanthops Serène, 1984
  - Metopoxantho † De Man, 1904
  - Microcassiope Guinot, 1967
  - Micropanope Stimpson, 1871
  - Nanocassiope Guinot, 1967
  - Nectopanope Wood-Mason & Alcock, 1891
  - Neolioxantho Garth & Kim, 1983
  - Neoxanthias Ward, 1932
  - Neoxanthops Guinot, 1968
  - Orphnoxanthus Alcock, 1896
  - Ovatis Ng & H.-I. Chen, 2004
  - Palaeoxanthops † Karasawa, 1993
  - Paraxanthias Odhner, 1925
  - Paraxanthodes Guinot, 1968
  - Paraxanthus Lucas, 1844
  - Xanthias Rathbun, 1897
  - Xantho Leach, 1814
  - Xanthodius Stimpson, 1859
- Zalasiinae Serène, 1968
  - Banareia A. Milne-Edwards, 1869
  - Calvactaea Ward, 1933
  - Zalasius Rathbun, 1897
- Zosiminae Alcock, 1898
  - Atergatis De Haan, 1833
  - Atergatopsis A. Milne-Edwards, 1862
  - Lophozozymus A. Milne-Edwards, 1863
  - Paratergatis T. Sakai, 1965
  - Platypodia Bell, 1835
  - Platypodiella Guinot, 1967
  - Pulcratis Ng & Huang, 1977
  - Zosimus Leach, 1818
  - Zozymodes Heller, 1861
- Incertae sedis
  - Haydnella † Müller, 1984
  - Nogarolia † Beschin, Busulini, De Angeli & Tessier, 1994
  - Sculptoplax † Müller & Collins, 1991